# BlackBerry Bold
Pour les articles homonymes, voir Bold.
 (juillet 2020).
Si vous disposez d'ouvrages ou d'articles de référence ou si vous connaissez des sites web de qualité traitant du thème abordé ici, merci de compléter l'article en donnant les références utiles à sa vérifiabilité et en les liant à la section « Notes et références ».

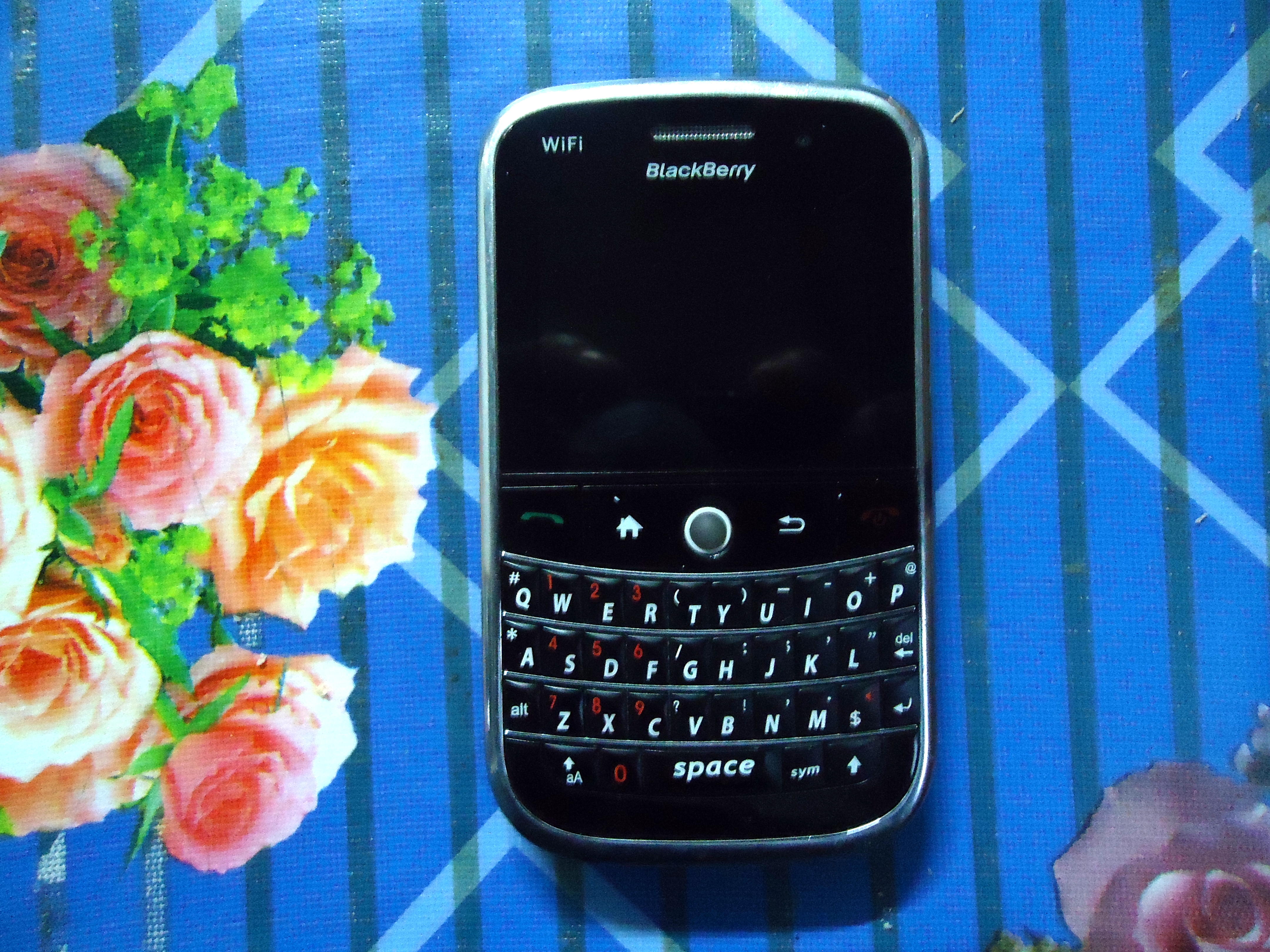
BlackBerry Bold 9000

BlackBerry Bold est une gamme de smartphones BlackBerry fabriqués par la société éponyme et commercialisés depuis 2008.

## Générations
Plusieurs générations de BlackBerry Bold ont vu le jour :
- BlackBerry Bold 9000, première génération sortie en 2008.
- BlackBerry Bold 9700, génération sortie en 2009.
- BlackBerry Bold 9650 et 9780, générations sorties en 2010.
- BlackBerry Bold 9788, sorti en 2011.
- BlackBerry Bold 9900/9930, première génération de Bold avec écran tactile, sortie en 2011.